# Девушки из «Челси»
«Девушки из „Челси“» (англ. The Chelsea Girls) — андеграундное кино Энди Уорхола, 1966 год.
Для эпизодов фильма было снято множество разных людей.
Сама картина была отснята не только в отеле «Челси», но и в квартире «The Velvet Underground», а также у других посетителей знаменитой «серебряной фабрики». Смысл заключался в том, что каждый из них мог бы оказаться в отеле, популярнейшем месте конца 1960-х, в одно время.
В фильме участвовали: Мари Менкен (англ.), Мэри Воронов, Джерард Маланга, Сьюзен Боттомли (англ.), Ингрид Суперстар, Анжелина «Пеппер» Девис, Ондайн (англ.), Альбер Рене, Рене Рикар (англ.), Ронна Пейдж, Эд Худ, Патрик Флеминг, Марио Монтес (англ.), Эрик Эмерсон (англ.), Ари Булонь, Бригид Берлин (англ.), Дороти Дин (англ.).
Картина продержалась в кинотеатрах до 1967 года, что послужило поводом для размышлений, что андеграундное кино наконец-то заняло достойное место в кинематографе того времени.